# Lagunimages
Lagunimages est le premier festival de film béninois. Le festival est créé en 2000 par Monique Mbeka Phoba. Lagunimages est une biennale qui organise des projections gratuites de films et de documentaires pour le public, dans des salles de cinéma ou en plein air. La fondatrice, qui veut quitter définitivement le Bénin pour rentrer chez elle en Belgique, met en place une association : l'association Lagunimages dont l'objectif principal est de continuer l’organisation des futures éditions de la biennale Festival Lagunimages. Christiane Chabi Kao est à la tête de cette association depuis sa création en 2007,. L'association Lagunimages organise également des ateliers et des formations pour les professionnels de l'audiovisuel (réalisateurs, producteurs, techniciens, etc.). Pendant l'année entre les festivals, des projections sont organisées dans les écoles et les hôpitaux. L'édition 9 du festival s'est tenue à Cotonou du 30 novembre au 11 décembre 2020 sous le thème « Cinéma et tourisme, un duo gagnant »,,,. Au cours de son lancement, la Présidente de l'association rappelle la quintessence du festival en disant : 

« (...) Ce festival thématique de films, de documentaires et de télévision du Bénin, vise à regrouper les professionnels de l'audiovisuel et tous les Béninois amoureux de cinéma autour d'activités organisées dans le cadre de la promotion des arts audiovisuels au Bénin et en Afrique (...). »